# ДОТ № 409 (КиУР)

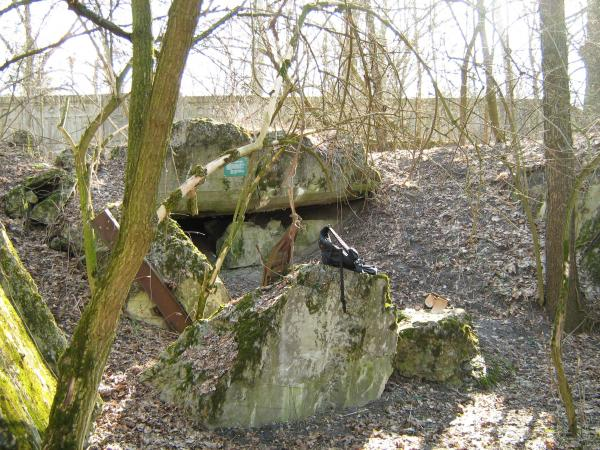
ДОТ № 409

ДОТ № 409 — долговременная огневая точка, расположенная у моста через реку Ирпень 100-200 метров южнее Житомирского шоссе и входившая в первую линию обороны Киевского укрепрайона.

## Конструкция
ДОТ № 409 также известный как ДОТ Цимбала — от фамилии командира гарнизона сооружения и командира 2-й роты 193 отдельного пулемётного батальона старшего лейтенанта Николая Николаевича Цимбала. ДОТ № 409 имеет 1 этаж, три пулемётных амбразуры для станковых пулемётов, а также включал в себя специальное противохимическое убежище и поэтому относится к фортификационным сооружениям типа «Б», имеет класс стойкости «М1», то есть способен выдержать 1 попадание 203-мм гаубицы.

## Служба

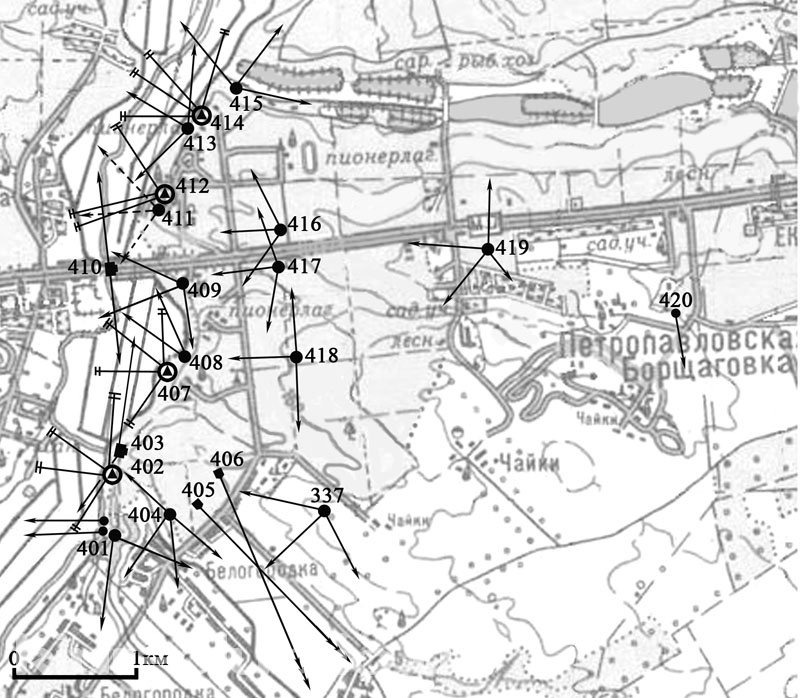
ДОТ № 409 в системе обороны 3-го БРО КиУР

Фортификационное сооружение приняло участие в Отечественной войне и организационно входило в 3-й батальонный район обороны (БРО) КиУР, прикрывающего район Белогородка (Киевская область) — Житомирское шоссе (Брест-Литовське шосе). Шоссе было наиболее танкоопасным направлением для города Киев, поэтому с началом войны на данном участке построено большое количество полевых укреплений, позиций для миномётов, противотанковой и полевой артиллерии.
Гарнизон ДОТ был одним из первых, кто увидел немецкие моторизованные части, подошедшие к Ирпеню. В период 11 - 13 июля 1941 года небольшие немецкие отряды с лёгкой бронетехникой и разведка пытались перейти реку Ирпень. Но противника удалось остановить. Скорее всего ДОТ № 409 лишь наблюдал за этими действиями, чтобы не выдавать своей позиции небольшим силам врага, которых могли остановить боевое охранение и полевые укрепления КиУР.
Во время второго штурма КиУР, который начался 16 сентября 1941 года, ДОТ № 409 также не имел боевого контакта с врагом. Днём 18 сентября войска 37-я армии Юго-Западного фронта получают приказ-разрешение на оставление города Киев и КиУР. Гарнизоны долговременных сооружений были одними из последних, кто уходил на левый берег реки Днепр. Среди них был и гарнизон ДОТ № 409. Днём 19 сентября передовые части 71 пехотной дивизии заняли территорию 3-го БРО без боя, задерживая лишь красноармейцев-дезертиров и перебежчиков. Обстоятельства подрыва ДОТ неизвестны. Возможно немецкие сапёры взорвали ДОТ во время зачистки после 19 сентября, возможно сооружение было уничтожено во время боёв осенью 1943 года.
Во время боёв в киевском котле старший лейтенант Цимбал пропал без вести.
История ДОТ № 409, как и всего 3-го батальонного района обороны (БРО) КиУР, напоминает доктрину «Fleet in being» в действии. Многочисленная группа долговременных и полевых оборонительных сооружений с артиллерией удерживала немцев от полномасштабного штурма данного участка. С другой стороны это принуждало противника держать здесь неоправданно большое число войск, которые можно было бы задействовать более эффективно на других участках фронта. Ведь был риск, что советские войска, прикрываясь оборонительными сооружениями, могут перейти в сильную, подготовленную атаку.

## Настоящее время
ДОТ уничтожен, имеет статус памятника истории местного значения.